# Museu do Fado
Het Museu do Fado is een museum gewijd aan de Portugese muziekstijl fado, gevestigd in de wijk Alfama in Lissabon, Portugal. In het museum bevinden zich meerdere ruimtes waar verschillende tentoonstellingen worden gehouden. De permanente tentoonstelling is voornamelijk een eerbetoon aan de muziekstijl fado en de historie van deze stijl sinds de 19e eeuw in Lissabon. In andere ruimtes worden tijdelijke exposities gehouden, verder zijn er een documentatiecentrum, een auditorium, en een museumschool waar cursussen worden gegeven.

## Geschiedenis
Oorspronkelijk deed het gebouw waar het museum zich tegenwoordig bevindt dienst als pomphuis voor lokaal drinkwater, het Estação Elevatória de Águas de Alfama dat werd gebouwd in 1868. Later, tussen 1974 en 1990 functioneerde het gebouw als thuisbasis voor de Partido Comunista Português. In 1995 werd gestart met de renovatie van het gebouw, in 1998 werd het huidige museum officieel geopend. 